# ODF1
ODF1‏ (Outer dense fiber of sperm tails 1) هوَ بروتين يُشَفر بواسطة جين ODF1 في الإنسان.